# Orientační číslo

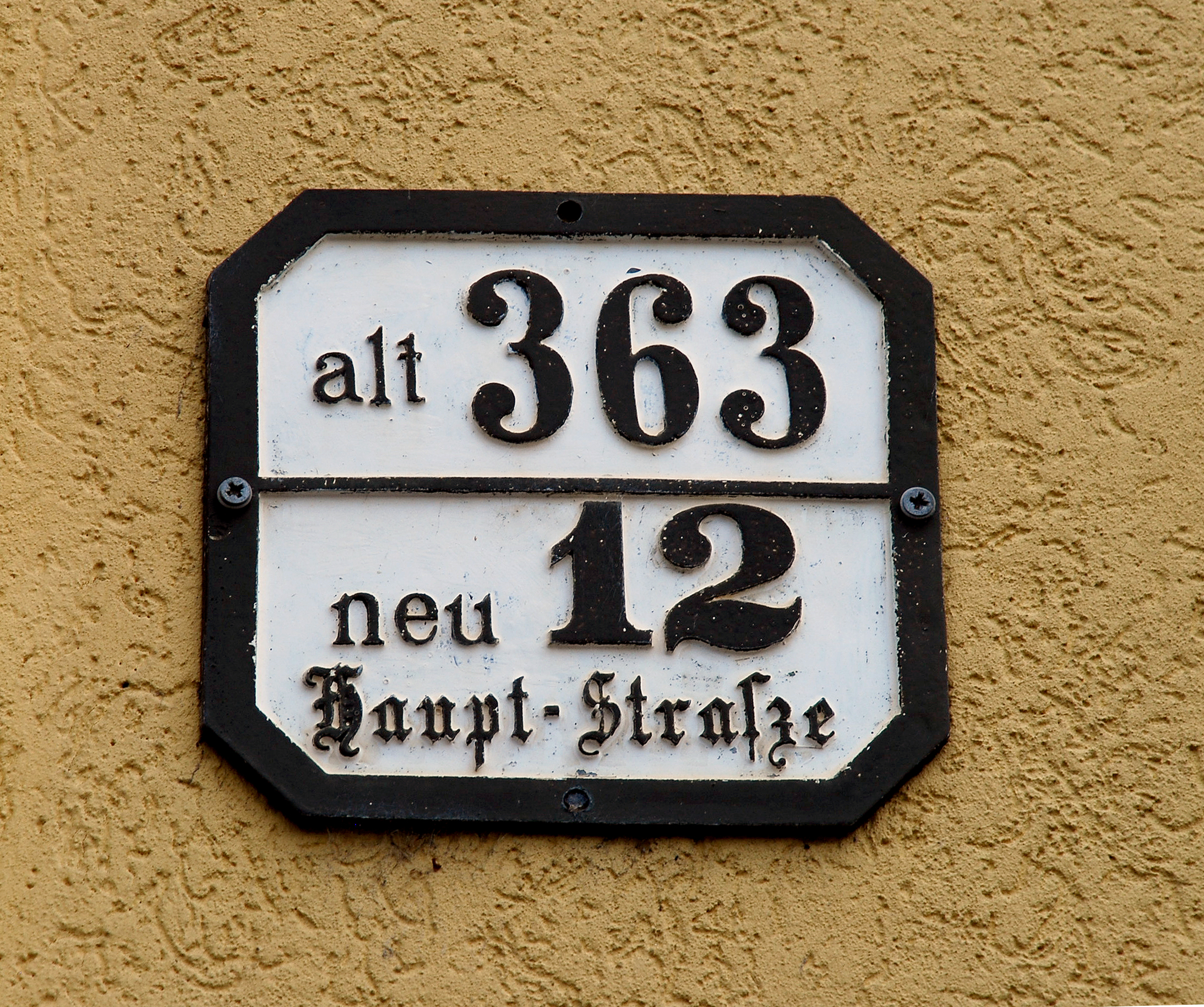
„Staré“ a „nové“ domovní číslo na společné tabulce v Guntramsdorfu v Dolních Rakousích.

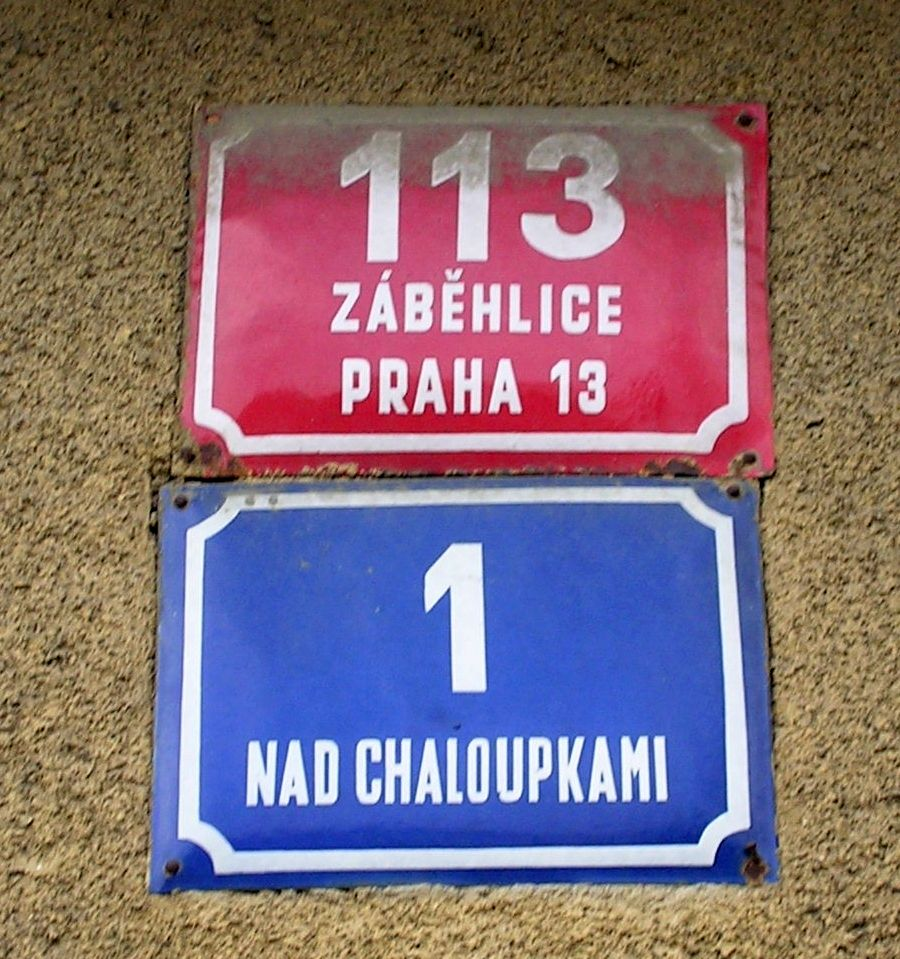
Záběhlice, označení z doby mezi 1949–60. V pozdější době se už název ulice na tabulce s orientačním číslem neuváděl

Orientační číslo (zkratka č. o., č. or., čo. apod., původně označované jako nové číslo) je v České republice a Slovenské republice doplňkové číslo, které se používá v některých obcích s pojmenovanými ulicemi, zejména ve větších městech, a které udává adresu budovy a je alternativou k domovnímu číslu (tedy číslu popisnému nebo evidenčnímu). Dvojité číslování domů je československým specifikem, v mnoha dalších zemích mají domy pouze jedno číslování, a to je mnohdy obdobné českým orientačním číslům, a souběžné dvojí číslování bylo například v některých rakouských městech pouze přechodnou fází při přechodu na nový systém číslování.

## Historie

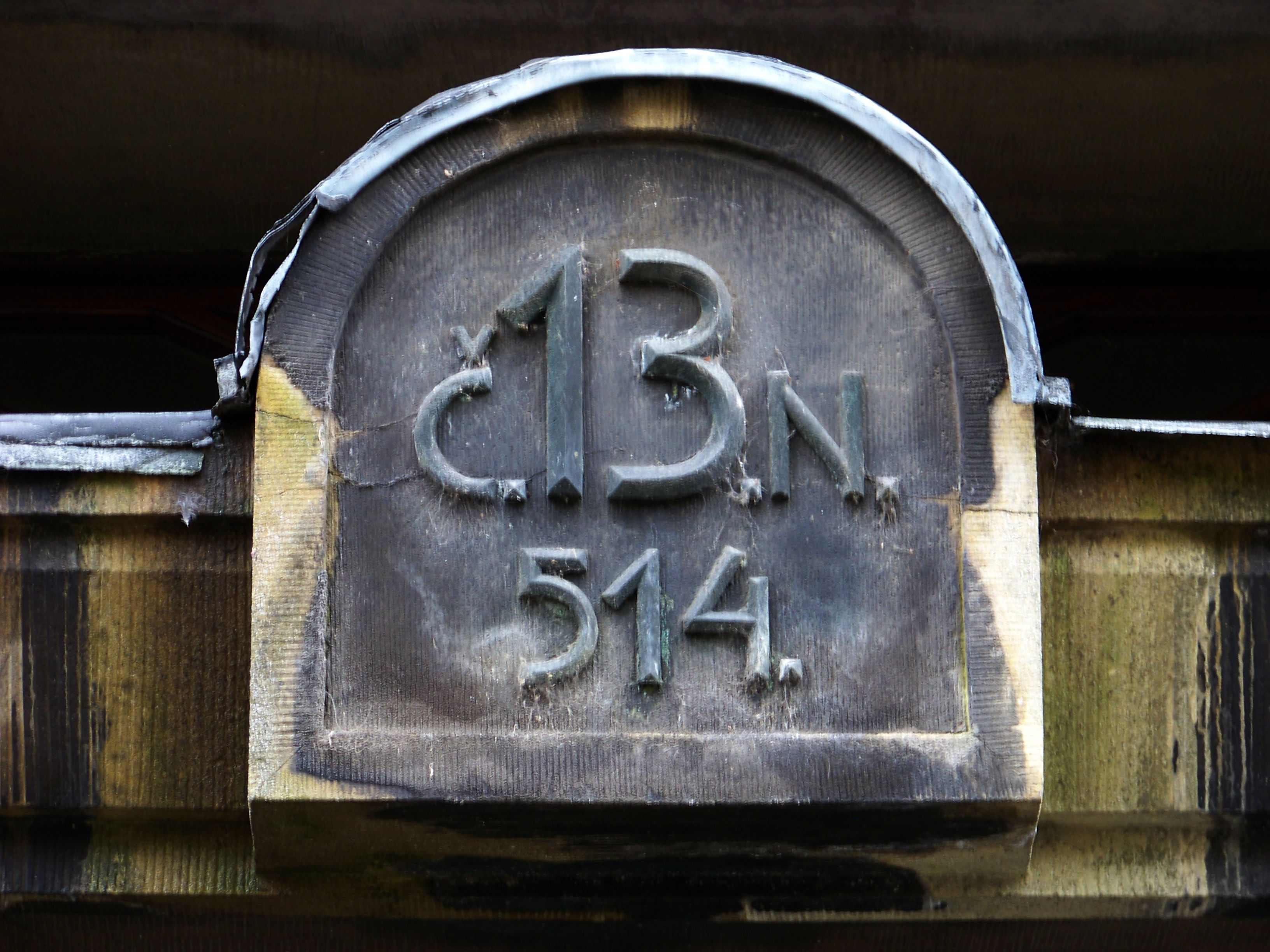
I v českých zemích se zpočátku orientační čísla označovala jako tzv. nová čísla

Orientační roli zpočátku plnila popisná čísla. Také proto byly ve městech domy v 18. a 19. století i několikrát přečíslovány. Podle císařského výnosu z 23. března 1857 měl být zaveden systém číslování podle ulic, který odpovídá dnešním orientačním číslům. V Praze i v Brně byl realizován asi o deset let později. Zavedením pozemkových knih roku 1884 se popisná čísla stabilizovala a orientační byla užívána ve městech souběžně. Zákon č. 266/1920 Sb. o názvech měst, obcí, osad a ulic, jakož i označování obcí místními tabulkami a číslování domů se zmiňuje o případné nutnosti přečíslování celého místa, ale zároveň uvádí „V městech a v rozsáhlejších obcích může býti vedle toho číslováno podle ulic a náměstí“. Druhy číslování nebyly žádnými termíny odlišeny. Zhruba z poloviny 20. století je doloženo, že se orientačním číslům někdy říkalo nová čísla.
Toto zdvojené číslování domů je specifikem některých českých a slovenských měst a obcí. Ve většině Evropy mají domy pouze jedno číslování, a to je mnohdy obdobné českým orientačním číslům. Tabulky s dvojím číslováním se dají najít v některých rakouských městech, ale tam šlo spíše o přechodné značení v rámci změny na nový systém číslování.
Celostátní pravidla pro pojmenovávání ulic i číslování domů stanoví vyhláška ministerstva vnitra č. 326/2000 Sb., prováděcí vyhláška k zákonu o obcích a zákonu o hlavním městě Praze. Předchozí vyhláškou upravující tuto tematiku byla vyhláška č. 97/1961 Sb., o názvech obcí, označování ulic a číslování domů.

## Systémy číslování

Obvyklé rakousko-uherské schéma přidělování orientačních čísel

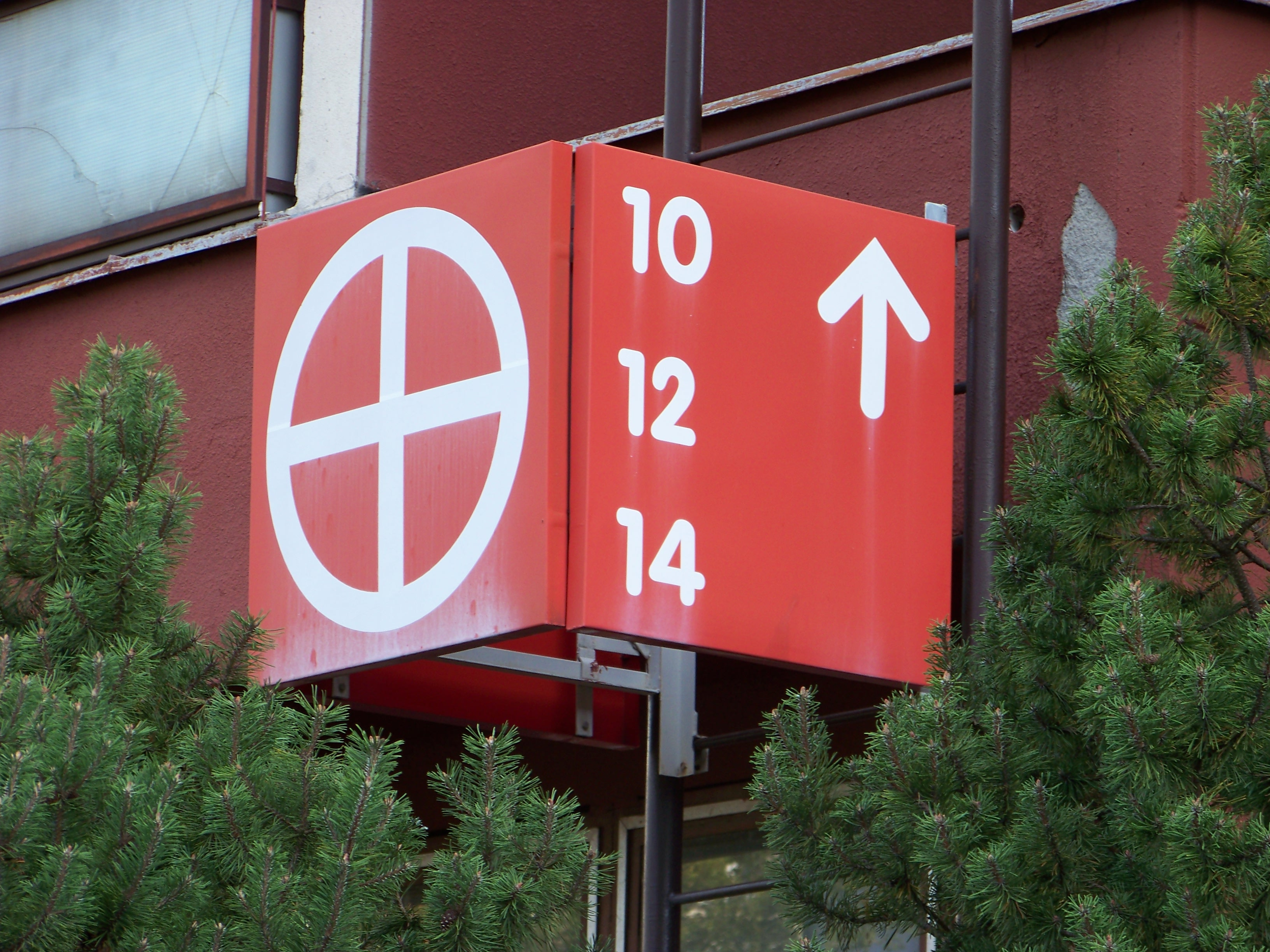
Prvek orientačního systému s orientačními čísly domů na pražském sídlišti Horní Roztyly

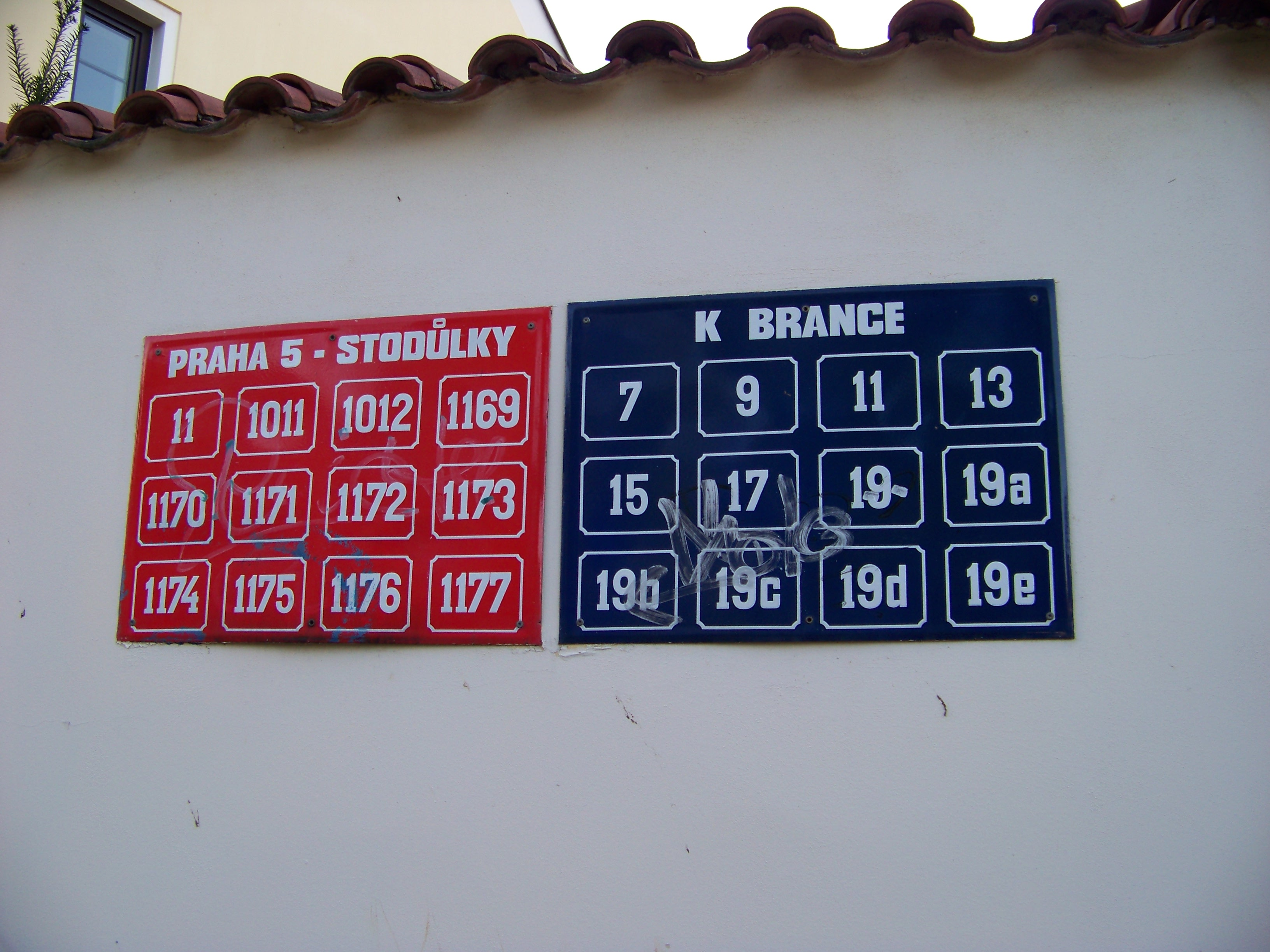
Budovám, které nestojí přímo v uliční frontě, se někdy orientační čísla nepřidělují vůbec, někdy se používají čísla rozlišená dodatkovým písmenem, jako v případě tohoto hospodářského dvora přestavěného na řadové domy

Orientační čísla nejsou v České republice celostátně povinná, na Slovensku povinná jsou, pokud je název ulice. Používají se většinou ve městech a mají označovat pořadí budovy v rámci ulice nebo náměstí. Pokud se použijí v části obce, která ještě není plně zastavěná, vzniká problém, vznikne-li nová budova mezi dvěma již očíslovanými. K rozlišení může být číslo doplněno jedním písmenem české abecedy bez diakritických znamének (v některých obcích se používá malé písmeno, v některých velké písmeno). Orientační čísla se obvykle přidělují ve směru od středu obce k okrajům, případně od začátku ulice k jejímu konci, lze-li takovéto směry určit, lichá vlevo a sudá vpravo. Na náměstích klasického tvaru a v některých městech i na nábřežích čísla následují po jedné, sudá i lichá dohromady.
V některých městech je zvykem přidělovat i nárožním domům nebo domům s ulicemi po obou stranách pouze jedno orientační číslo podle hlavního vchodu, v jiných městech (například v Praze) mívá jeden dům často k jednomu popisnému číslu orientační čísla pro každou z přilehlých ulic či náměstí zvlášť. V některých případech má větší budova pouze jedno číslo popisné, ale jednotlivé vchody či sekce budovy mají samostatná čísla orientační.
V některých městech se orientační čísla dříve používala, avšak později byla oficiálně zrušena, i když tabulky na některých domech fyzicky zůstaly. V některých městech se přidělují nesystematicky, například starší domy je mají přiděleny, ale novější už ne, nebo naopak, nebo jsou přidělena jen pro některé ulice.

### Praha
V Praze se pro směr číslování upřednostňují směry určené proudem Vltavy (tj. od jihu k severu) a směrem od Vltavy (podle některých zdrojů od západu k východu), ale tyto zásady nebyly uplatňovány všude. Budovy po levé straně ve směru číslování mají lichá čísla, po pravé straně sudá. Na náměstích klasického tvaru se čísla přidělují obvykle postupně po obvodu náměstí po směru hodinových ručiček. Dotýká-li se pozemek budovy více ulic, přiděluje se budově obvykle orientační číslo zvlášť pro každou z těchto ulic, ale na budově se často vyznačuje pouze číslo příslušející k té ulici, kde má budova hlavní vchod. Orientační čísla podle nejbližší ulice se většinou přidělují i těm budovám, které nestojí přímo u ulice, ale z ulice k nim vede přístup (například dvorem, bezejmennou účelovou komunikací atd.). Rozlišovací písmena k číslu orientačnímu se používají takřka výhradně k očíslování nových budov v dosavadních prolukách nebo jinak nově vestavěných, případně budov dodatečně rozdělených.
V některých okrajových čtvrtích, například v Horních Měcholupech, Šeberově a Hrnčířích nebo Letňanech, orientační čísla přidělena nejsou, avšak v současnosti se novostavbám již přidělují. Na Zbraslavi se v minulosti používala a na některých domech jsou dosud vyznačena, ale nově přidělována nejsou a neuvádějí se ani v databázích adres.

### Brno
Zásady pro číslování brněnských domů podle ulic stanovil již 24. května 1867 výnos moravského místodržitelství:
1. Každá pojmenovaná ulice bude mít své vlastní číslování, a to liché na levé straně a sudé na pravé straně.
2. Středem této orientace se v Brně stává toliko Velké náměstí a začátky ulic (nutné i ke stanovení stran) jsou (pomyslně, či vzdušnou čarou) blíže onomu stanovenému středu.
3. Číslování náměstí začíná na jeho severní straně a postupuje dokola ve směru hodinových ručiček v souvislé číselné řadě.
4. Rohové budovy nesou příslušné číslo domu ulic z obou stran.

Když začaly být roku 1932 v ulici Tábor stavěny obytné bloky kolmé k ulicím, používala se rozlišovací písmena za číslem orientačním k odlišení jednotlivých domů (vchodů, sekcí) v rámci bloku. Tato praxe setrvala i ve 40. a 50. letech.

### Další města a vesnice
Zatímco v mnoha českých městech, zejména menších, se orientační čísla nepoužívají, zavedly je leckteré venkovské obce. Nově byla orientační čísla, současně s pojmenováním ulic, zavedena například v roce 2009 v Úněticích, nebo v roce 2022 v Ochozi u Brna, kde bylo mylně myšleno, že se nebudou muset měnit doklady.
Orientační čísla se přidělují například v těchto městech a vesnicích: Aš, Břeclav, Březová, Česká Lípa, České Budějovice, Český Těšín, Děčín, Františkovy Lázně, Hať, Havířov, Hodonín, Horní Slavkov, Hradec Králové, Cheb, Chomutov, Jablonec nad Nisou, Jihlava, Karlovy Vary, Karviná, Kraslice, Krnov, Kroměříž, Kutná Hora, Kynšperk nad Ohří, Loket, Liberec, Litoměřice, Mariánské Lázně, Mladá Boleslav, Most, Nový Jičín, Olomouc, Opava, Ostrava, Písek, Plzeň, Prostějov, Přerov, Rudná, Šumperk, Tábor, Teplice, Třebíč, Únětice, Ústí nad Labem, Valašské Meziříčí, Znojmo, Žďár nad Sázavou.
Naopak v těchto městech se orientační čísla nepřidělují (v závorce je uveden počet obyvatel v tisících): Pardubice (91), Zlín (75, v centru zbytky dřívějšího číslování), Kladno (72, v minulosti zde však orientační číslování bylo), Frýdek-Místek (60), Třinec (38), Příbram (35), Orlová (33), Trutnov (32), Kolín (31), Vsetín (28), Litvínov (28), Uherské Hradiště (26), Havlíčkův Brod (24), Sokolov (25, ojedinělé domy však orientační čísla mají), Chrudim (24), Strakonice (24).
Zlín označil v roce 2013 ředitel komunikací České pošty Ivo Mravinac za celorepublikový unikát a uvedl, že speciálně pro Zlín kvůli tomu bylo nutné vymyslet jedinečný systém doručování. Některé ulice procházejí i přes několik částí obce a některá čísla popisná se kvůli tomu nacházejí v páteřní třídě Tomáše Bati hned několikrát, například číslo 202 dokonce třikrát. Doručovatelé a třídiči zásilek musejí používat pomocné mapy a spoléhat na své místní znalosti. Mluvčí magistrátu Zdeněk Dvořák však uvedl, že oficiální stížnost ze strany České pošty k číslování domů zatím zlínský magistrát nezaznamenal a proto ani zatím neplánuje v tomto směru nějaká opatření, ale pokud se na něj Česká pošta obrátí, určitě je připraven řešit jakýkoliv problém. V minulosti už se magistrát záměrem zavést orientační čísla zabýval, ale námět odložil kvůli několika akcím souvisejícím se zavedením centrálních registrů: odstraňování nesouladů čísel popisných a evidenčních, přečíslování půldomků na území města a přejmenování několika ulic.
V Pardubicích se historicky pokus dát domům orientační čísla vůbec neprosadil. Neúspěšná zde byla i poslední změna popisných čísel, o nichž obecní zastupitelstvo rozhodlo 13. listopadu 1880, ale nově přidělená čísla se nedostala ani do pozemkových knih, ani na domovní průčelí.
V řadě sídel (například Kostelec nad Černými lesy, Český Brod, Kouřim, Vlašim, Sedlec-Prčice, Kladno, Louny, Žatec, Rakovník, Sedlčany či pražská čtvrť Zbraslav) se v minulosti orientační čísla používala a na některých domech jsou dosud vyznačena, ale nově přidělována nejsou a neuvádějí se ani v databázích adres. V některých městech (Zlín, Kralupy nad Vltavou, Sokolov) je část orientačních čísel zachována i v evidenci, ale nově již nejsou přidělována a v číslování jsou tak mezery.

## Způsob vyznačování
Celostátně je v České republice vyhláškou ministerstva vnitra č. 326/2000 Sb., že tabulky s popisnými i orientačními čísly se umisťují viditelně, že číslo orientační má být umístěno vždy pod číslem popisným a že označení popisných, orientačních a evidenčních čísel se má barevně lišit. Celostátně nejsou barvy stanoveny, jednotnou podobu pro své území mají podle Zákona o obcích (§ 32 odst. 1) stanovit obecní úřady (tj. v přenesené působnosti státní správy, tedy nařízením, nikoliv vyhláškou). Metodické doporučení ministerstva vnitra k činnosti územních samosprávných celků výslovně zmiňuje, že způsob, jakým má obecní úřad určit barvu a provedení čísel, zákon nestanoví, a za nejvhodnější postup považuje, že obecní úřad sdělí barvu a provedení čísel v dokladu o přidělení čísla, a to buď slovním popisem, nebo grafickým vzorem (nákresem). Doporučení se nezabývá otázkou, jakou formou má být přijato rozhodnutí, ze kterého by mělo takové sdělení vycházet.

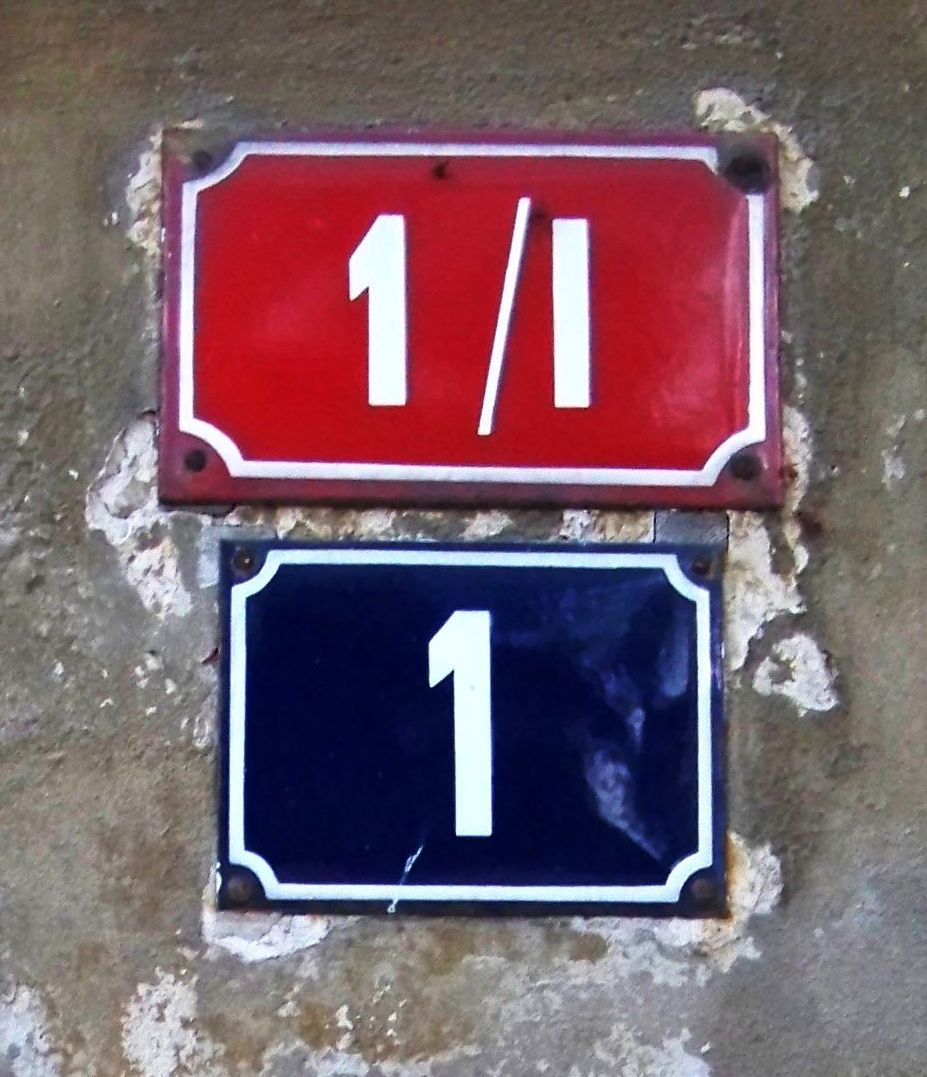
Tabulky na budově muzea TGM v Rakovníku. Římskými čísly se v minulosti označovaly části obce a v některých menších městech tento zvyk přetrvává.
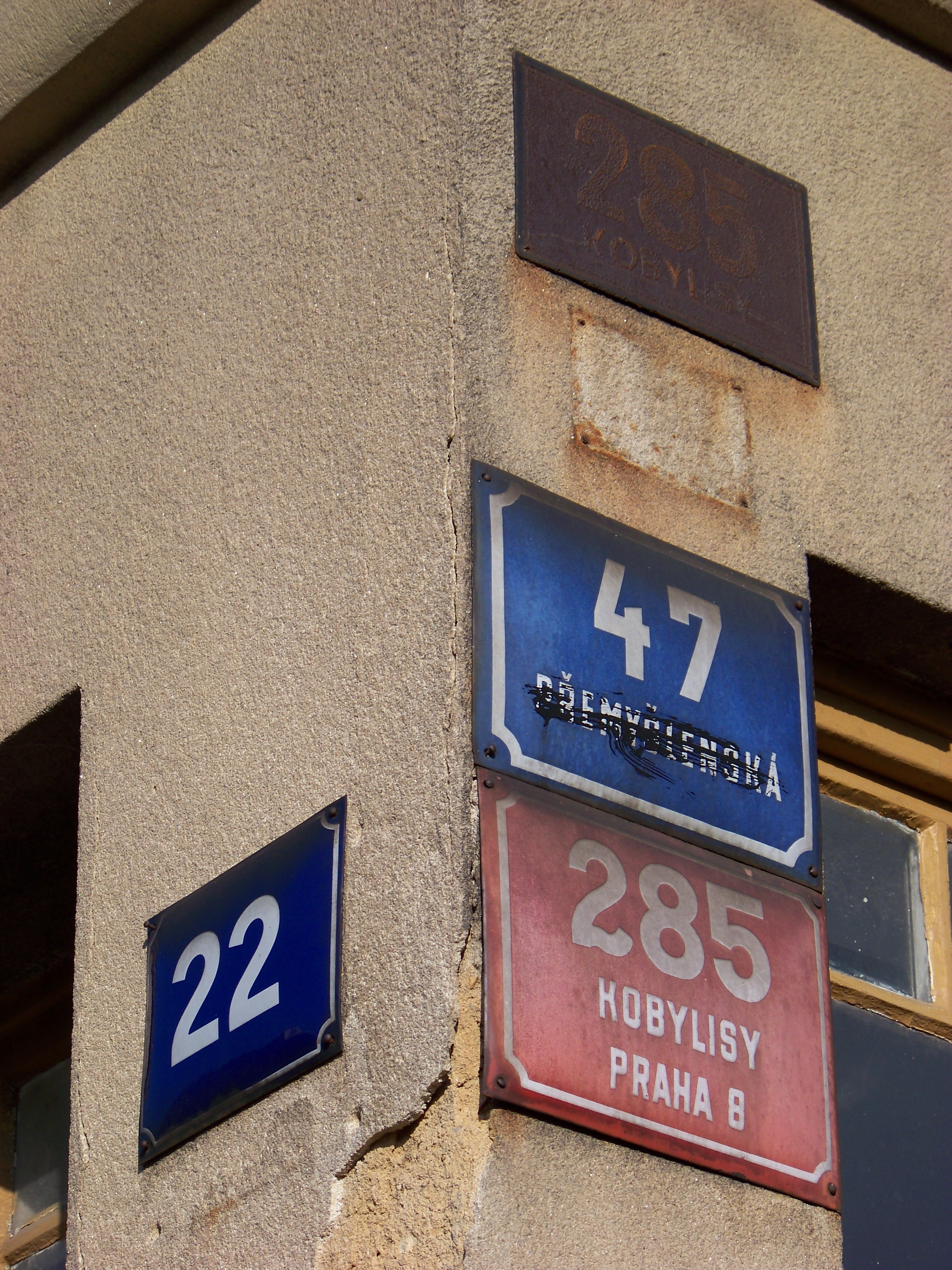
Jedna budova může mít více orientačních čísel, je-li přiřazena k více ulicím. V tomto případě není dodržen požadavek, že orientační číslo má být umístěno pod číslem popisným
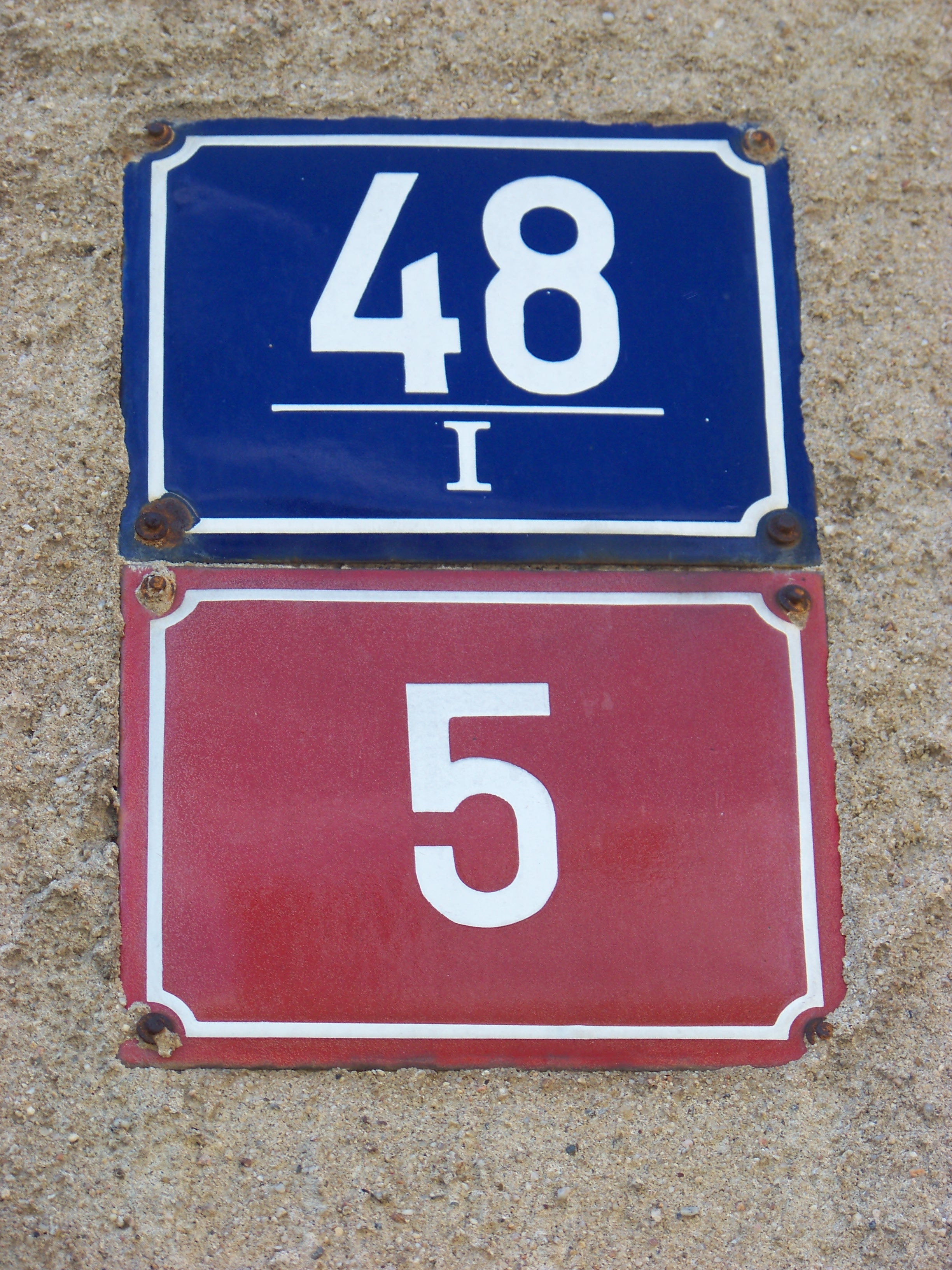
V Hostivici (podobně jako například v Děčíně, Sedlčanech nebo Sokolově) je barevné provedení tabulek opačné než v Praze
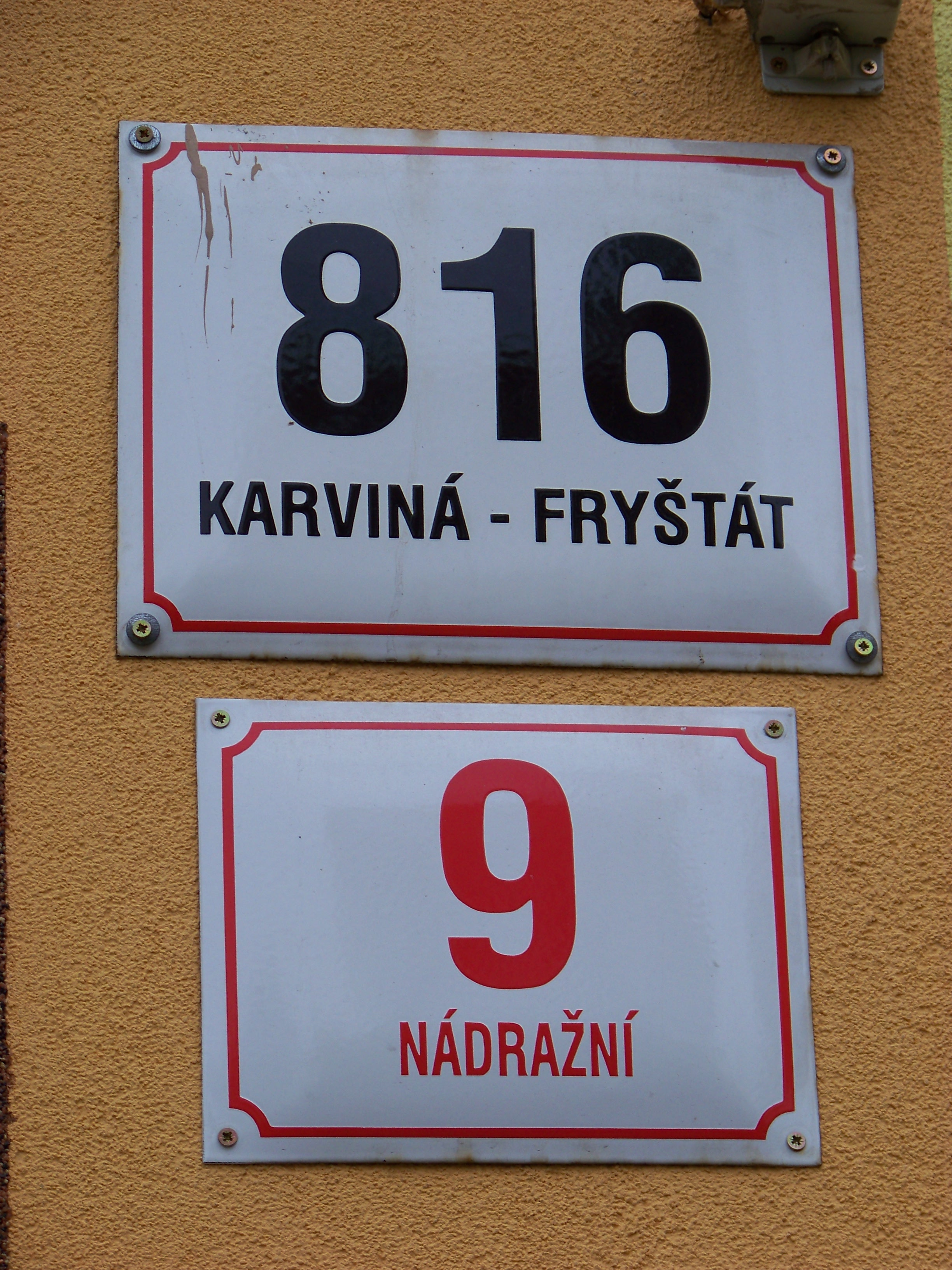
Popisné a orientační číslo v Karviné
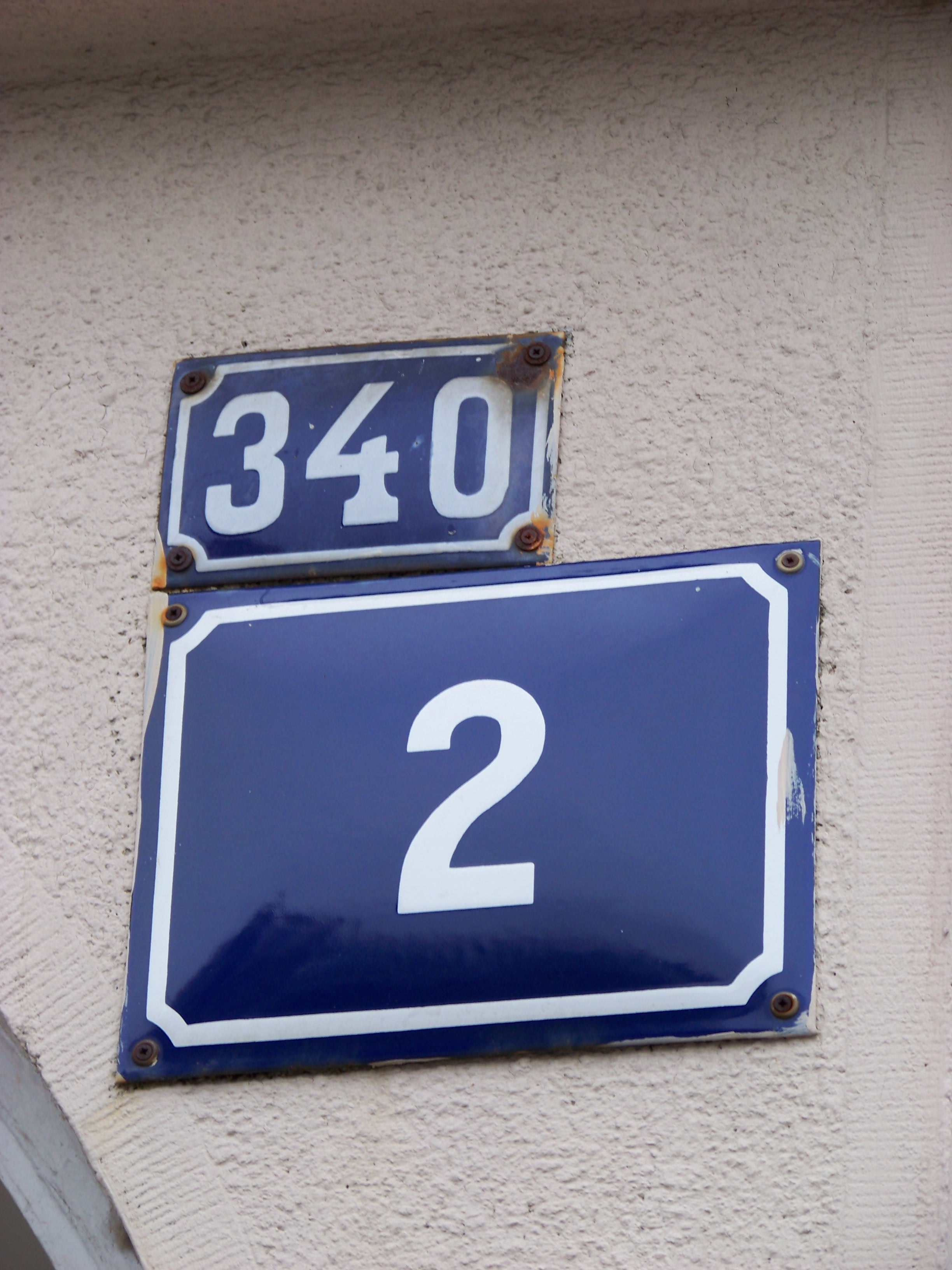
Historická popisná čísla v Chodově, obci připojené k Praze, mají stejné barevné provedení jako pražská orientační čísla
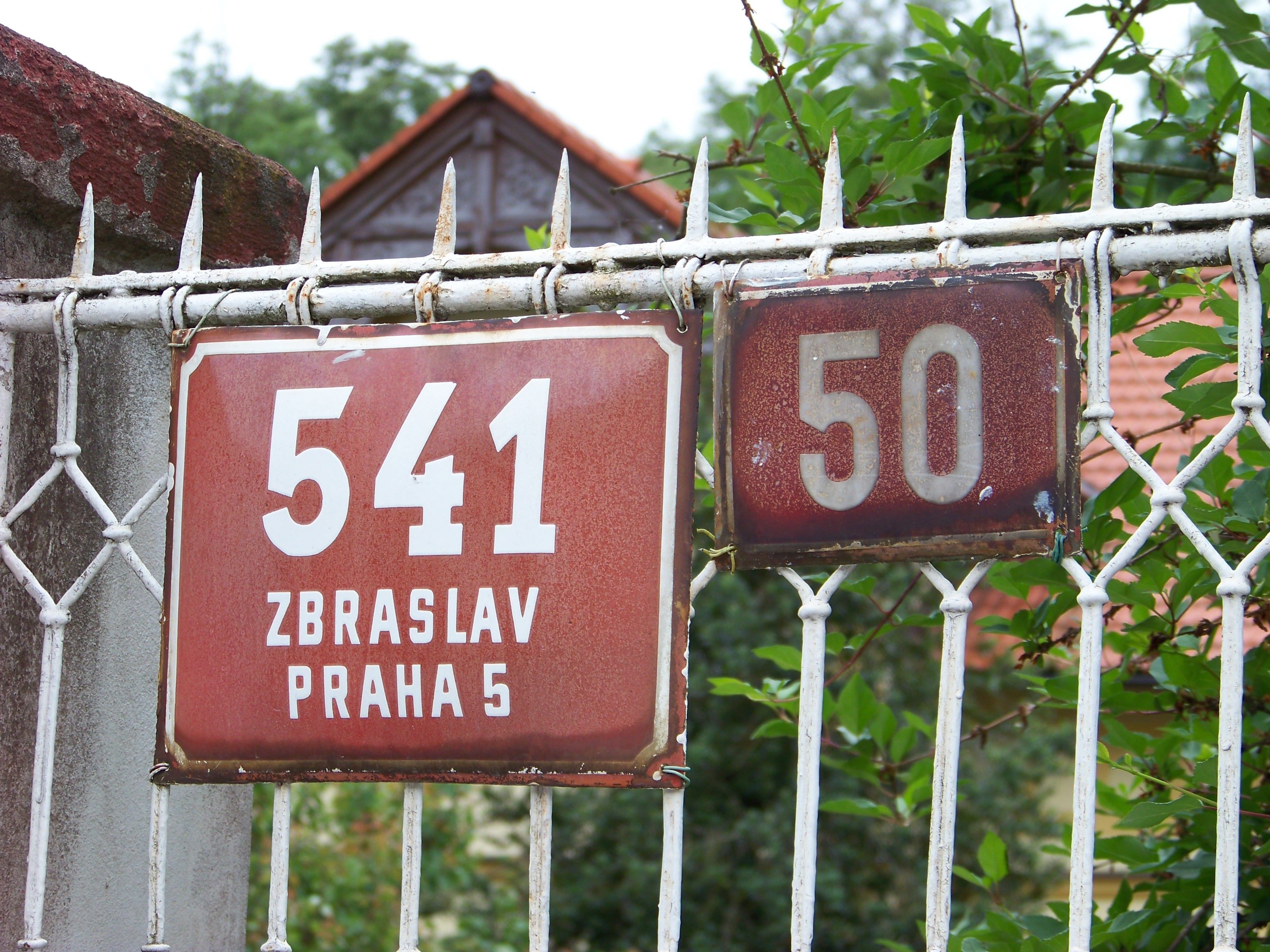
V bývalém městě Zbraslav se v minulosti orientační čísla vyznačovala tabulkou v barevném provedení, jaké mají pražská popisná čísla. Dnes na Zbraslavi orientační čísla oficiálně neexistují, avšak tabulky na mnoha místech zůstaly.
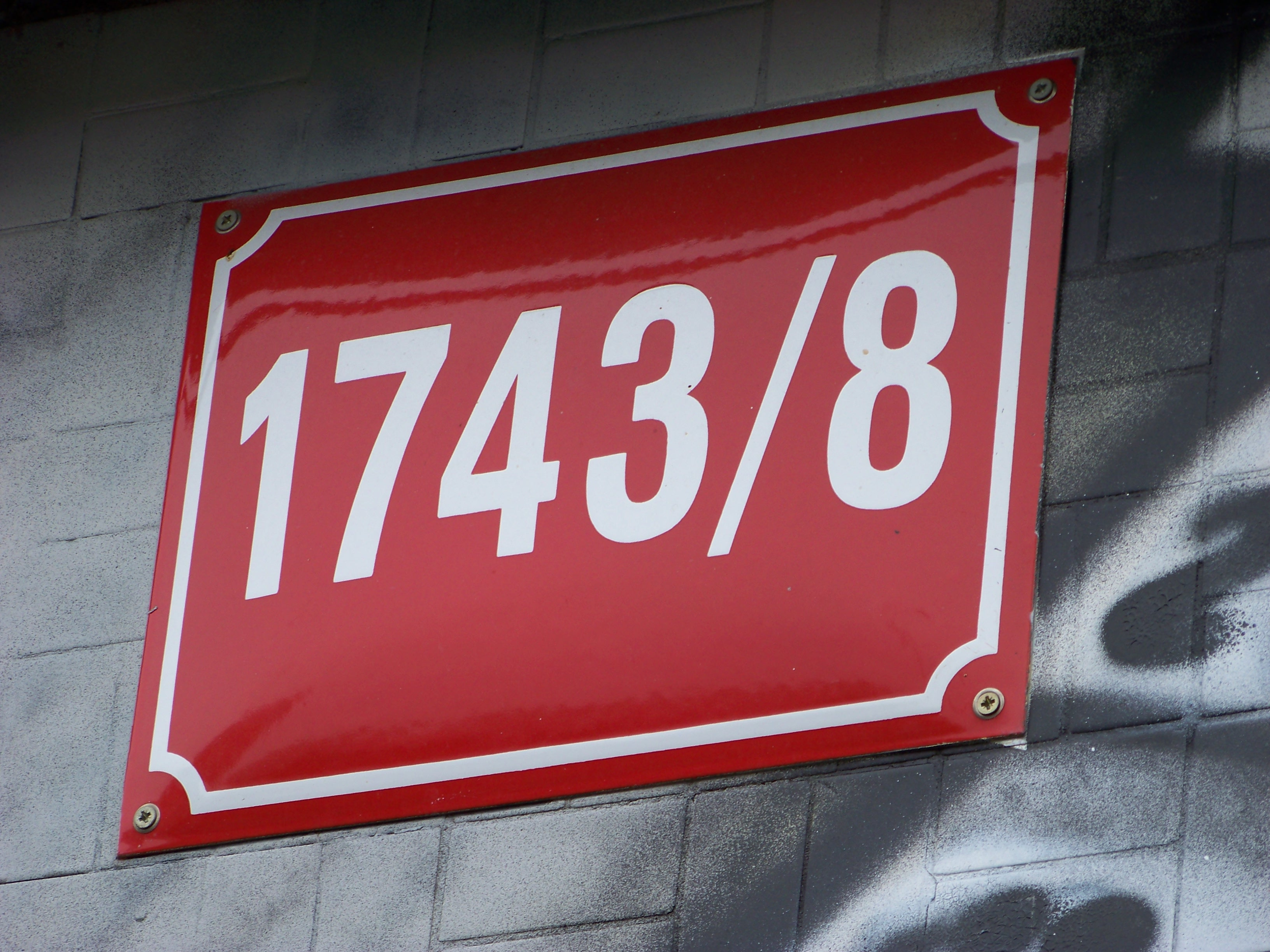
Ojediněle bývají obě čísla uvedena na stejné tabulce s lomítkem jako v adrese
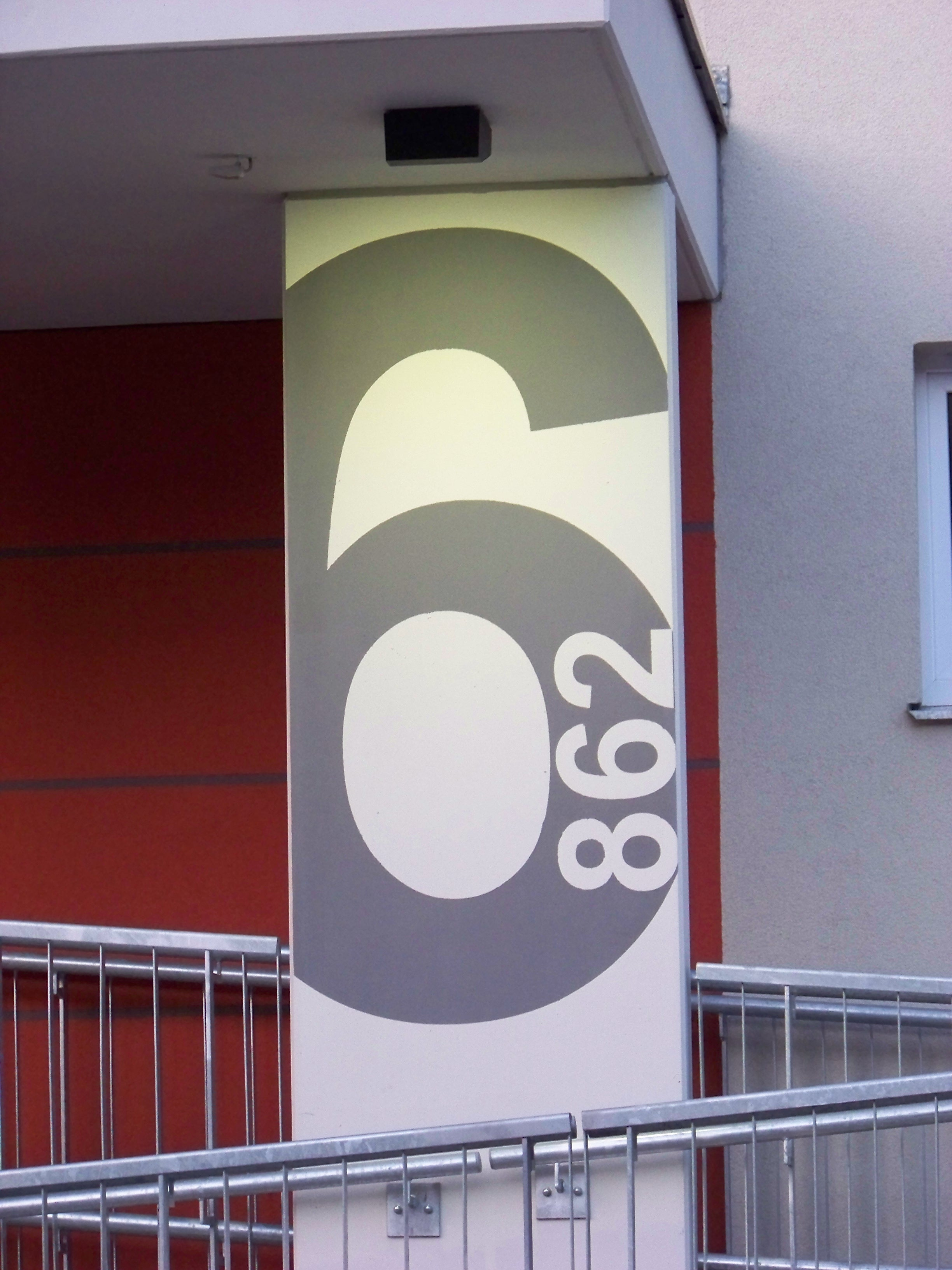
Provedení domovních čísel ve většině obcí není nařízením stanoveno, toto tvůrčí zpracování čísla popisného a orientačního však nevyhovuje ani požadavkům celostátní vyhlášky

### Praha
V Praze není provedení tabulek předepsáno. Z historických důvodů se obvykle popisná čísla označují bílými číslicemi na červené tabulce a orientační bílými na modré; evidenční čísla rekreačních staveb jsou tradičně černá na žluté tabulce, nouzových staveb zelená.
Městská vyhláška č. 1/1960 Sb. HMP, Řád pro jednotné označování veřejných prostranství a číslování domů na území Ústředního národního výboru hlavního města Prahy, ze dne 3. ledna 1960, předepisovala barvu i velikost tabulek, jejich textový obsah a smaltované provedení; zrušila ji k 1. červenci 1999 vyhláška hl. m. Prahy 14/1999 spolu s devíti dalšími podobnými předrevolučními vyhláškami v souvislosti s vydáním Statutu hl. m. Prahy podle porevolučního zákona ČNR o hl. m. Praze 418/1990 Sb. Dnem prvních voleb do krajských zastupitelstev 12. listopadu 2000 nabyl účinnosti nový zákon o hlavním městě Praze č. 131/2000 Sb., jehož § 14 o číslování budov na rozdíl od analogického § 32 souběžně vydaného zákona o obcích (viz výše) nedává Praze kompetenci určovat „barvu a provedení čísel“. Oba zákony říkají, že „způsob použití a umístění čísel k označení budov“ stanoví prováděcí předpis, jímž je společná vyhláška ministerstva vnitra č. 326/2000 Sb. specifikující pouze „popisná, evidenční a orientační čísla se barevně liší“ (§ 5). Provedení tabulky a eventuální uvedení dalších údajů tak v Praze záleží na libovůli majitelů domů a místních zvyklostech a město Praha je jedinou obcí v republice, která nemá zákonné zmocnění jejich provedení určit.

V návaznosti na jednání Expertní skupiny primátora pro vizuální podobu města Rada hlavního města Prahy Usnesením č. 1267 z 28. 8. 2012 schválila jednotný vzhled uličních tabulí podle manuálu, kteří vytvořili studenti Vysoké školy uměleckoprůmyslové v Praze Filip Kraus, Jan Kříbek, Jan Novák a Vojtěch Říha pod vedením Mgr. Filipa Blažka. Manuál obsahuje i nezávazné doporučení týkající se podoby tabulek s domovními čísly, o němž se text usnesení rady vůbec nezmiňuje, avšak důvodová zpráva konstatuje, že zákon o hlavním městě Prahy vlastníkům budov neukládá povinnost respektovat jednotnou úpravu tabulek s čísly popisnými a orientačními. Manuál respektuje tradiční barevné, grafické, rozměrové i obsahové provedení, ale definuje nový styl písma (písmo „SMALT“, autoři poskytli městu Praze, resp. třem smaltovnám licenci k jeho bezplatnému užití) a stanoví jeho proporce (základní výška písma, vzory znaků v několika šířkových variantách, prostrkání, umístění řádků, maximální šířka textu atd.) a barvy (červená RAL 3000, modrá RAL 5002, bílá RAL 9003). Doporučená podoba tabulek s čísly uvádí pouze vzor popisného a orientačního čísla (vzor evidenčního čísla není uveden), přičemž na tabulce s popisným číslem zachovává tradiční uvádění názvu čtvrti a názvu městského obvodu (název městské části ani správního obvodu se ani nadále nemá uvádět) a vzor tabulky s orientačním číslem je bez dalšího údaje (tedy bez názvu ulice). Autoři manuálu navíc zaměnili název čísla popisného s názvem čísla orientačního. Tabulka s číslem popisným má mít rozměry 320 x 250 mm s výškou číslic 90 mm a výškou písma doplňujících údajů 27 mm, tabulka s číslem orientačním má mít rozměry 250 x 200 mm s výškou číslic 96 mm. Usnesení rady ukládání magistrátnímu odboru ZIO prověřit možnosti právní ochrany vzhledu tabulí například formou průmyslového vzoru a zpracovat návrh jednotného rozmístění uličních tabulí a II. fázi záměru kompletního manuálu pro jejich tvorbu a umisťování. O tom, zda mají být dále rozpracovány či závazně stanoveny požadavky týkající se tabulek s domovními čísly, se však text usnesení nezmiňuje.

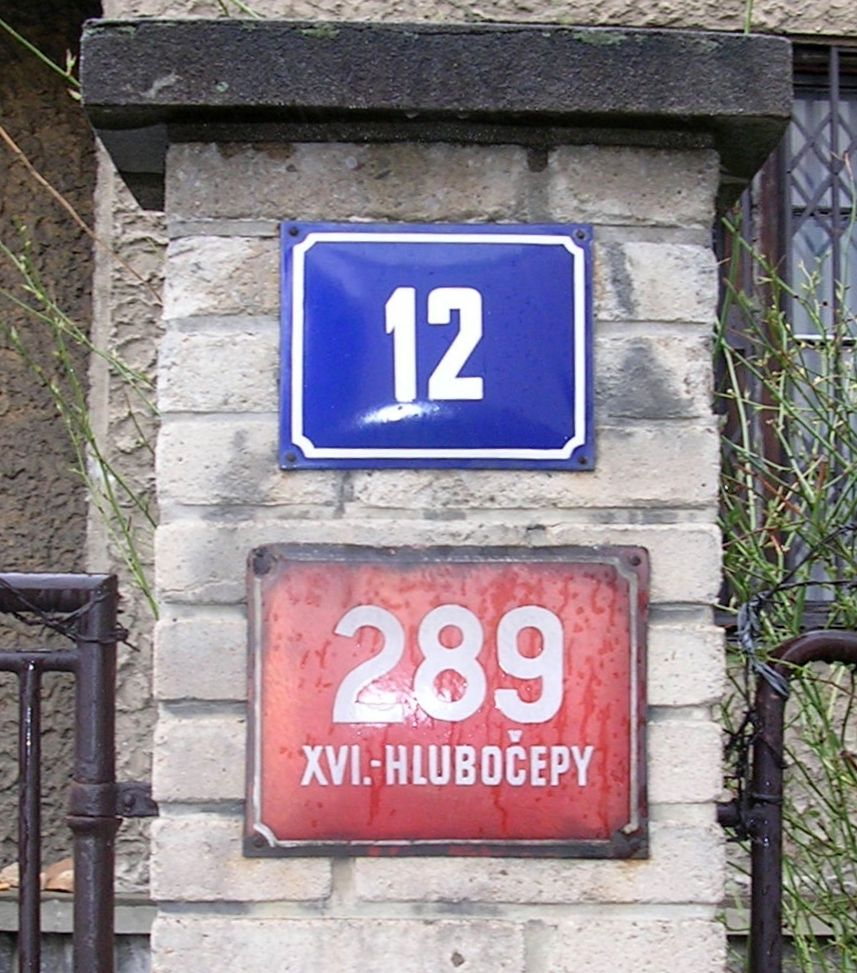
Č. popisné z doby mezi lety 1923–49, orientační novější
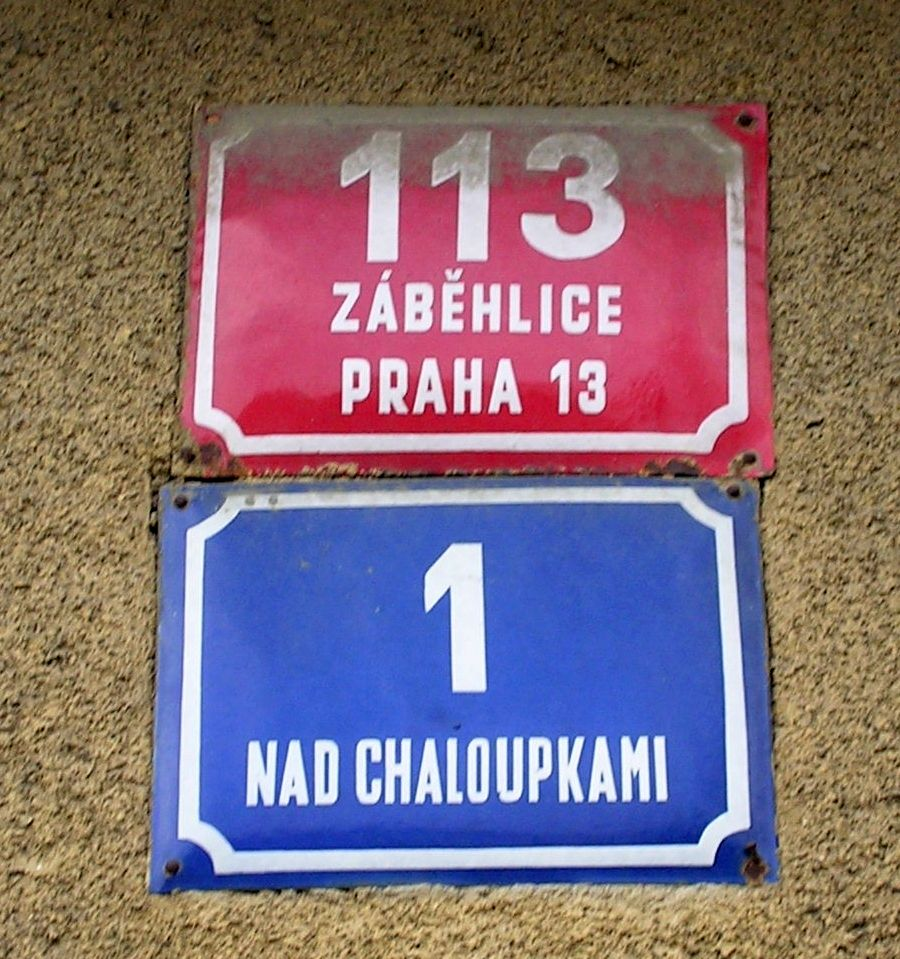
Záběhlice, označení z doby mezi 1949–60
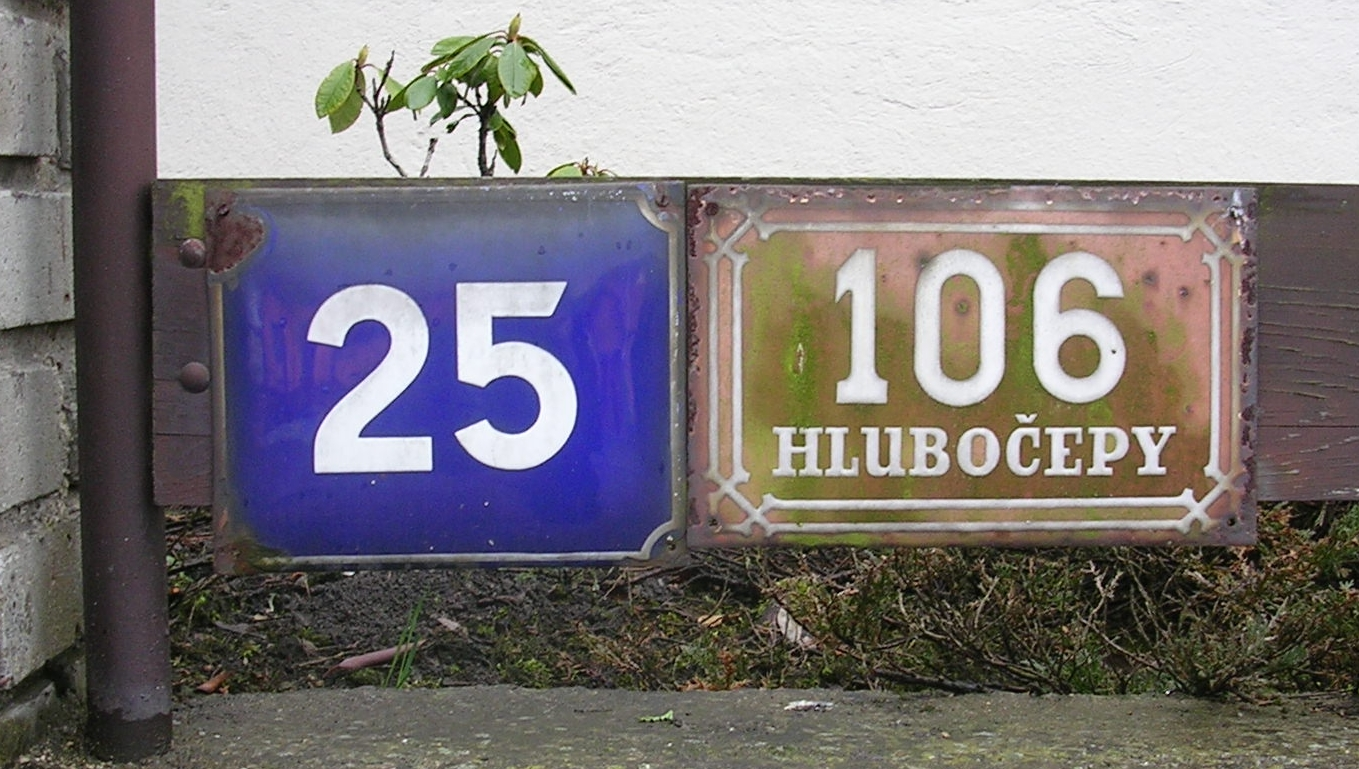
Hlubočepy, nezjištěná doba
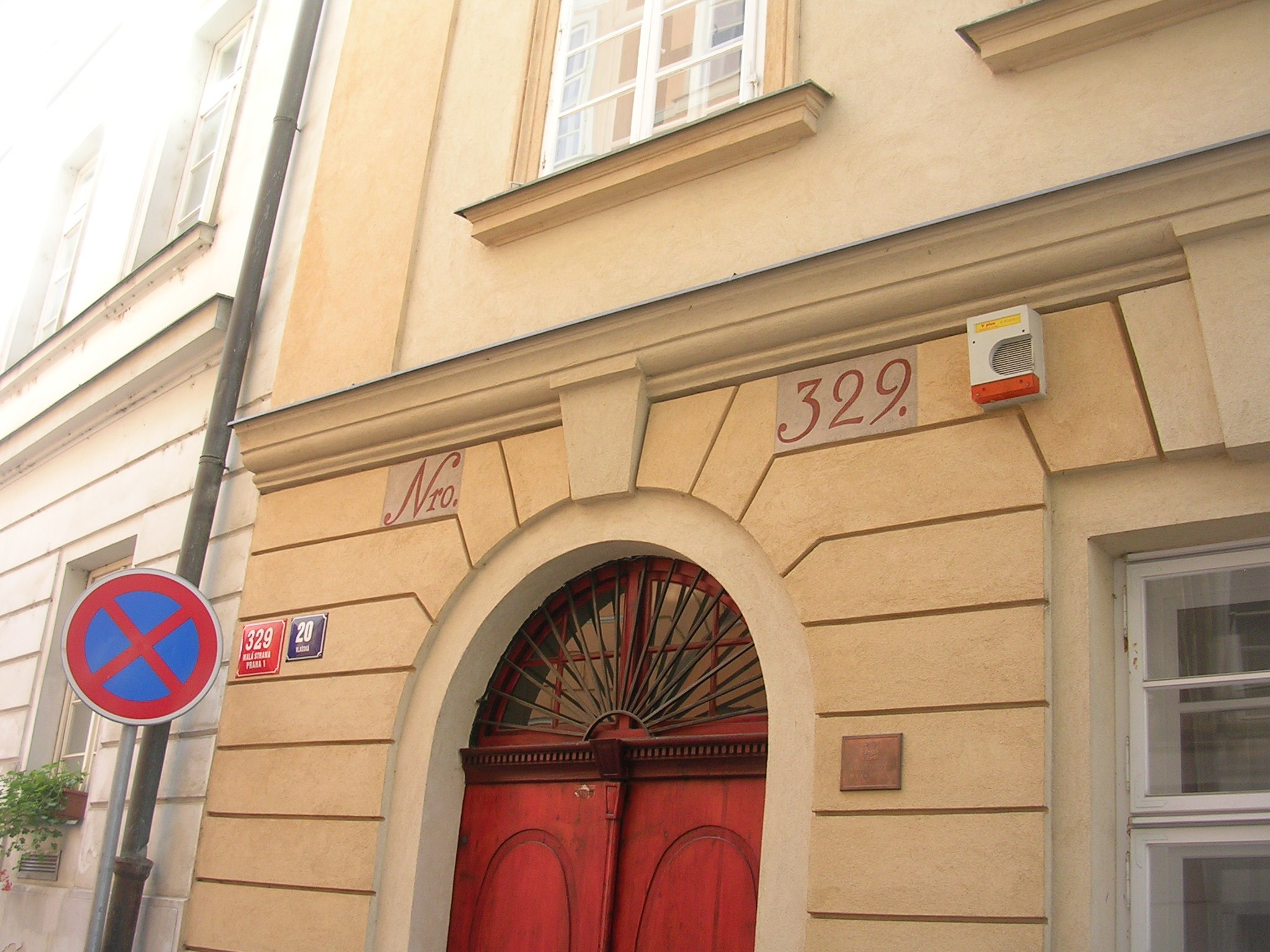
Označení v omítce, Praha-Malá Strana
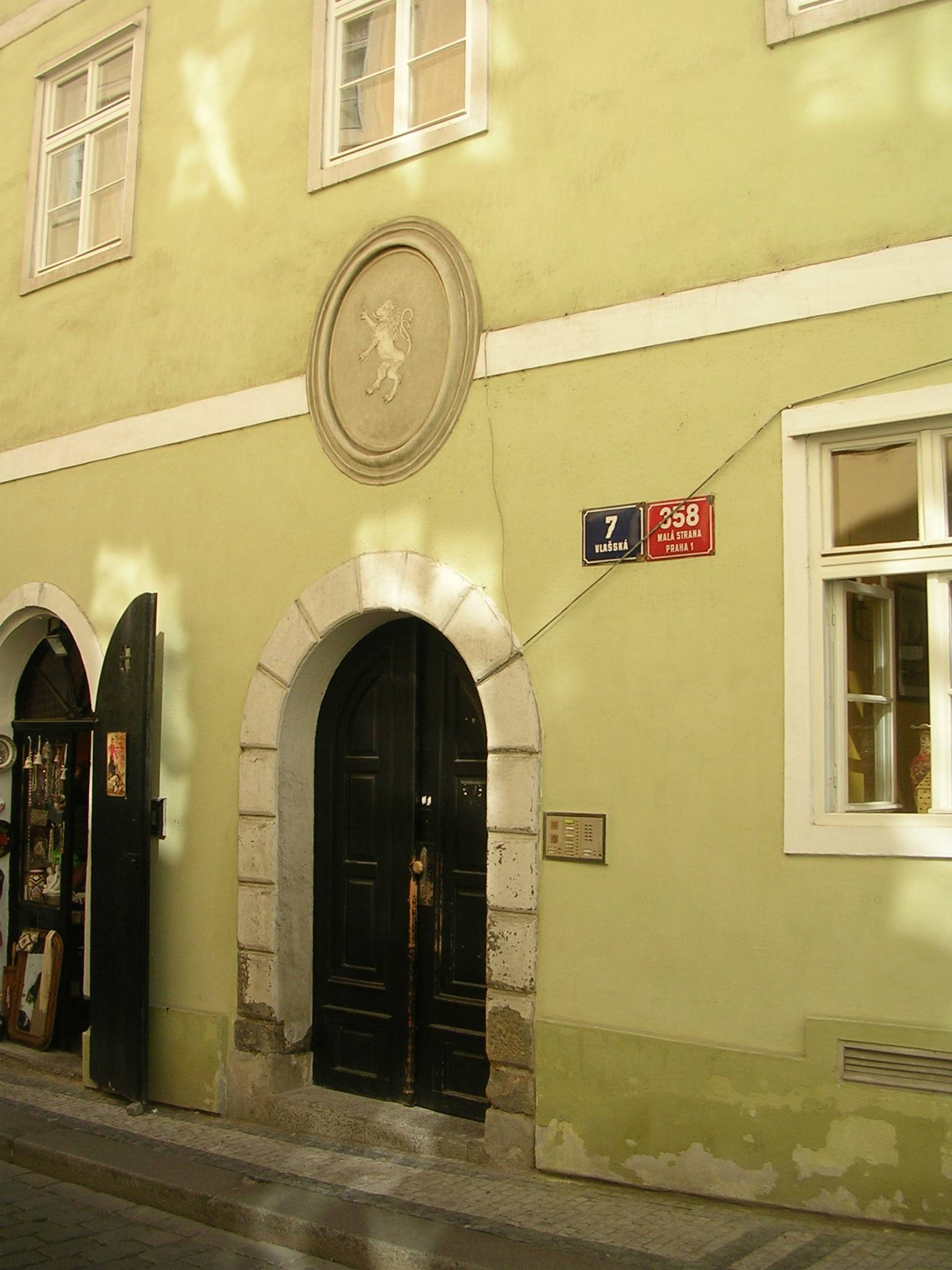
Malá Strana, dům U bílého lva
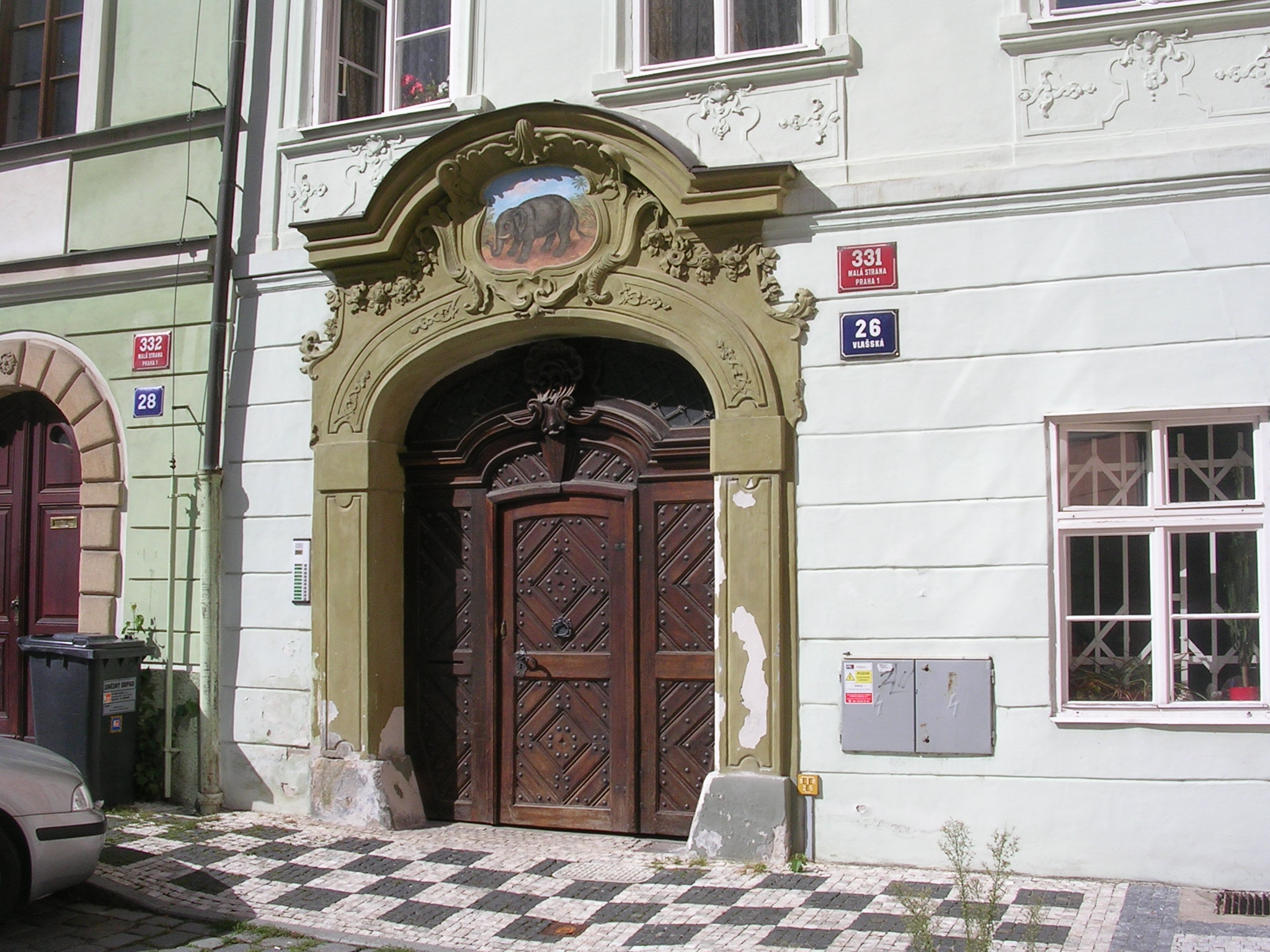
Malá Strana, č. p. 331

### Brno

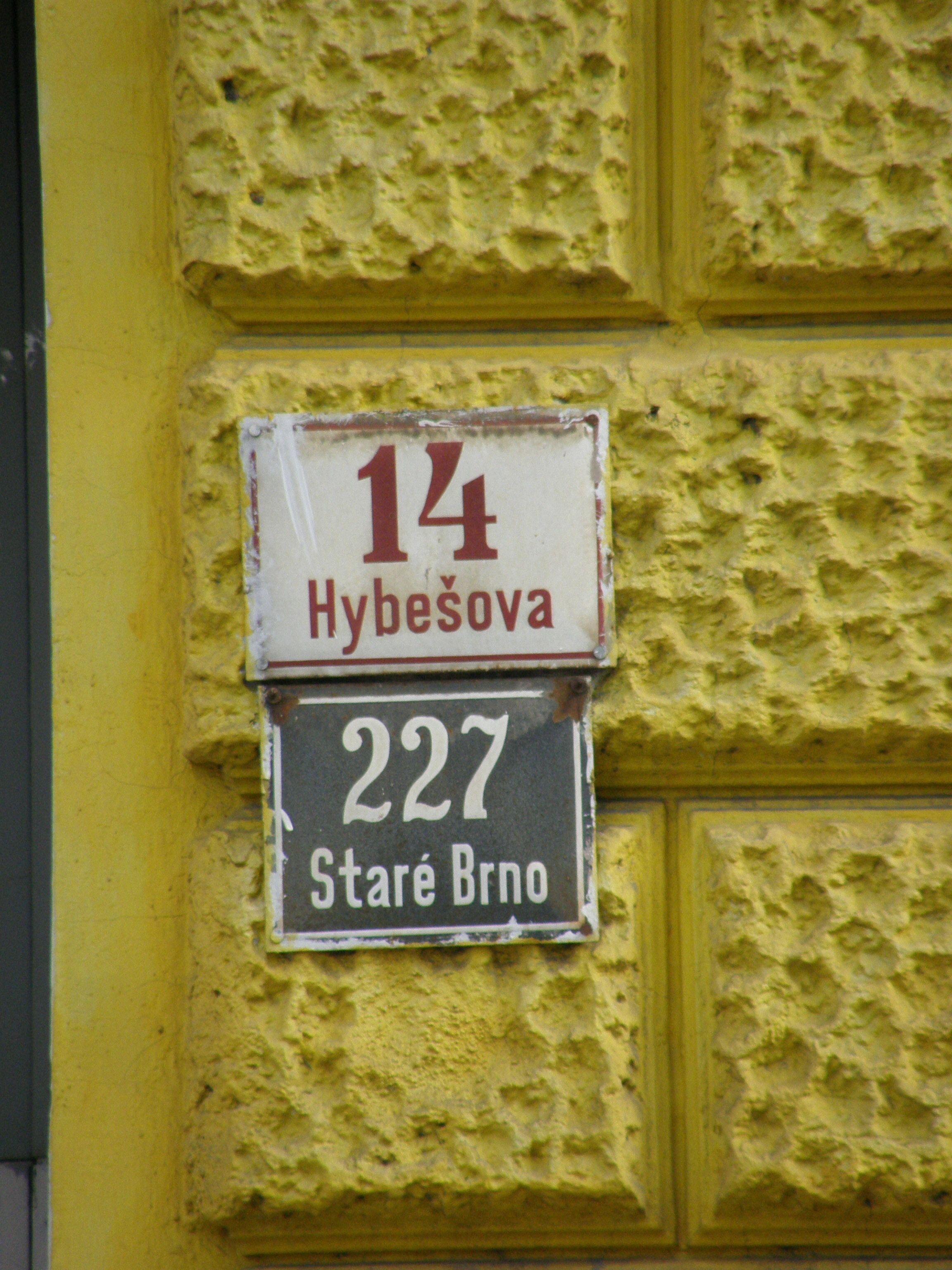
Domovní značení v Brně

K 24. květnu 1867 byly pojmenovány ulice a zavedeno nové číslování domů po ulicích podle císařského výnosu z roku 1857. Číslování z roku 1806 bylo ponecháno jako tzv. čísla popisná.
V Brně jsou popisná čísla bílá na černém podkladě, orientační jsou červená nebo modrá na bílém podkladě, evidenční zelená na bílém podkladě. V tabulce s popisným nebo evidenčním číslem je zde vždy uveden i název příslušného katastrálního území, v tabulce s orientačním číslem název ulice.

### Ostrava

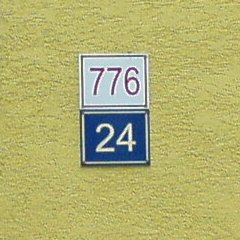
Domovní značení v Ostravě

V Ostravě jsou čísla orientační bílá na modrém podkladě, evidenční bílá na červeném podkladě a popisná červená na bílém podkladě. Výjimkou je městský obvod Poruba, kde jsou čísla popisná bílá na modrém podkladě a orientační červená na bílém podkladě, tj. opačně než ve zbytku Ostravy. Některé domy jsou označeny současně číslem popisným i orientačním v jednobarevném provedení.

### Hradec Králové
Městská vyhláška č. 8/1993 o označování domů orientačními čísly byla zrušena vyhláškou města č. 7/2000, zřejmě bez náhrady.

## Použití v adrese
Pokud se v adrese uvádí zároveň popisné i orientační číslo, bývá zvykem uvádět je oddělená lomítkem, přičemž popisné nebo evidenční se uvádí první. Existuje však mnoho způsobů psaní adresy, logické je například uvádět orientační číslo u názvu ulice či náměstí a popisné u názvu části obce nebo u názvu obce s římským číslem označujícím část obce; obvyklé je také uvádět pouze jedno z těchto čísel (často pouze orientační) a lze se setkat i s lomítkovým formátem v nesprávném opačném pořadí (orientační/popisné), což u nižších popisných čísel ztěžuje rozpoznání druhu čísla.